# John J. Beckley
John James Beckley, född 4 augusti 1757 i London, död 8 april 1807, var en amerikansk politiker och bibliotekarie. Han var chef för USA:s kongressbibliotek från 1802 fram till sin död.
Beckley föddes i England och kom till Virginia elva år gammal. Efter att Virginias huvudstad flyttades från Williamsburg till Richmond, blev Beckley en av de första fullmäktigeledamöterna och senare Richmonds andra borgmästare.
Beckley var en nära medarbetare till Thomas Jefferson. Han skrev den första kampanjbiografin inför ett presidentval i USA, om Jefferson, inför presidentvalet 1800. Han hade redan erfarenhet av att ha arbetat som kampanjchef; han var tidigt ute med negativa reklamkampanjer. Beckleys attacker drabbade särskilt Alexander Hamilton.
Även om USA:s kongressbibliotek inledde sin verksamhet år 1800, inrättades tjänsten som bibliotekschef inte förrän två år senare. Till tjänsten utnämndes Beckley och hans lön var inte högre än två dollar per dag. Han var samtidigt kanslist i USA:s representanthus (Clerk of the United States House of Representatives), ansvarig för representanthusets handlingar. Efter Beckleys död år 1807 utnämndes Patrick Magruder till ny bibliotekschef.